# Hyria
Hyria era una città di cultura greca della Messapia, vicina alla Magna Grecia, corrispondente all'attuale città di Oria. 
Occupava una posizione strategica al centro tra Brindisi e la polis di Taranto.

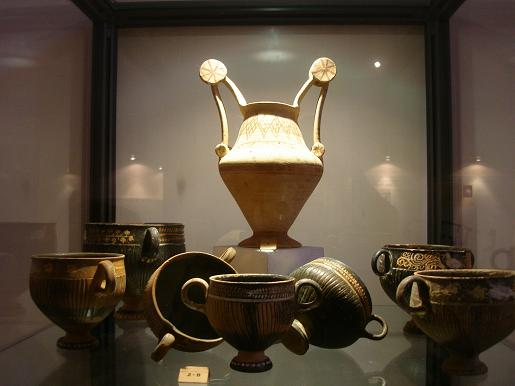
Ceramica Messapica di Oria

## Le origini

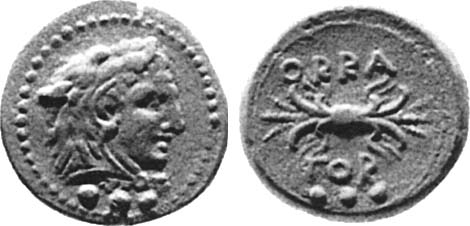
Moneta oritana, periodo romano, D: testa con pelle leonina; R: fulmine

Probabilmente i fondatori della città furono i Greci nel secondo millennio a.C. (secondo Erodoto, furono i Cretesi), di ritorno dalla sfortunata campagna in terra siceliota, a fondare alcuni siti nel versante occidentale messapico dando vita a un processo protourbano. Il centro messapico è stato spesso in guerra con la Polis di Taranto con alterne fortune.

## Il dominio romano
Dopo la sottomissione alla Repubblica romana il centro messapico venne privato di tutti i diritti politici e ridotto a municipio sottoposto a Roma. Solo nel 90 a.C. i diritti politici furono estesi a tutti gli abitanti della penisola. Travolta e distrutta durante invasioni barbariche lascia il posto alla città medievale di Uria.